# Fūgai Ekun
Fūgai Ekun (jap. 風外慧薫; ur. 1568, zm. 1654) – japoński mnich zen szkoły sōtō, malarz.

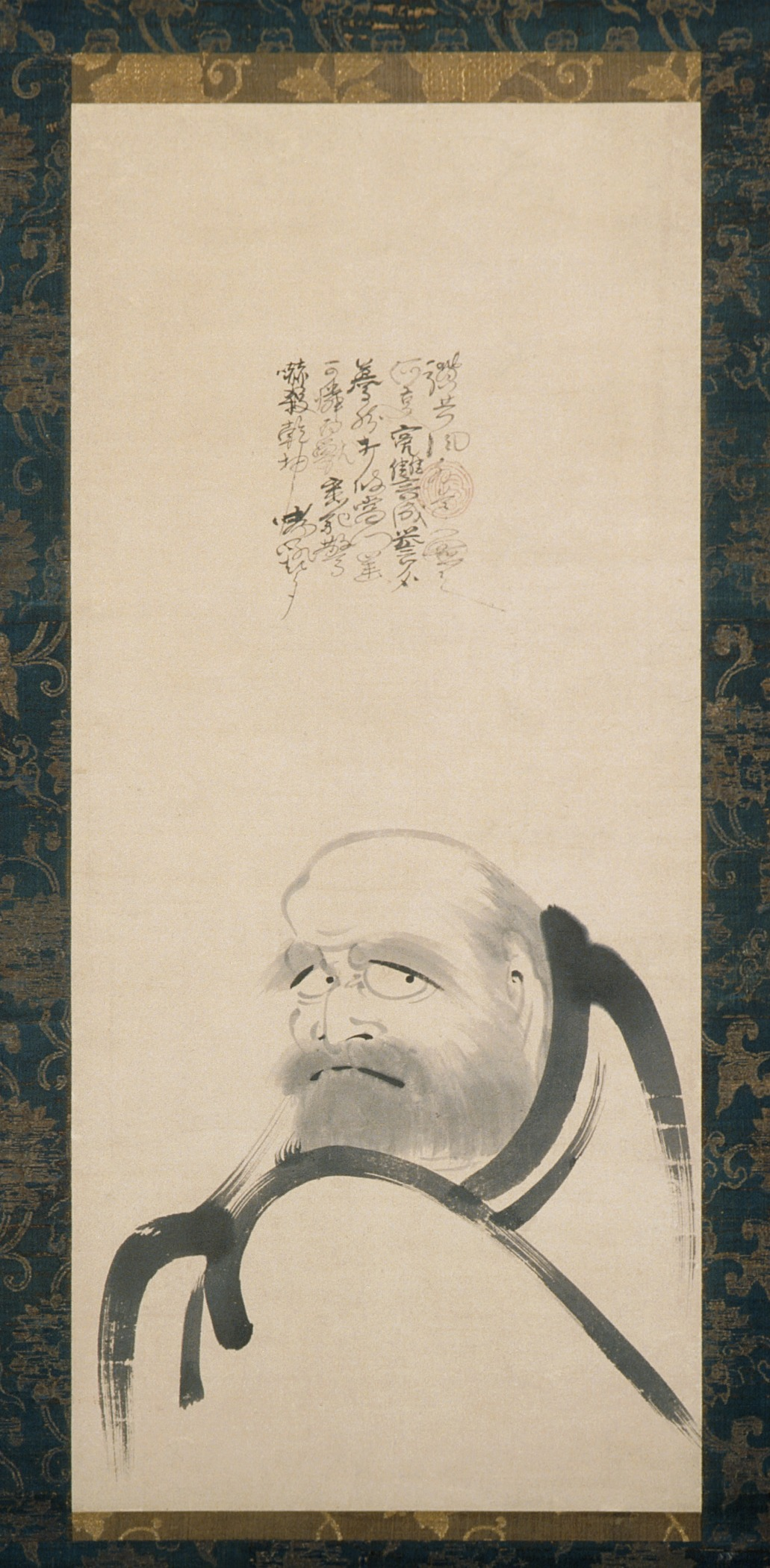
Daruma sportretowany przez Fūgaia

Pochodził z Kōzuke w prefekturze Gunma. Ekscentryk, porzucił życie klasztorne i przez wiele lat wędrował od wsi do wsi, aż w końcu osiadł w górskiej jaskini koło wsi Manazuru, na południe od Odawary. Z tego powodu znany jest także jako Ana Fūgai (穴風外), czyli „Fūgai z jaskini”. Malował głównie pod koniec życia, w większości małoformatowe obrazy, które rozdawał dzieciom i wieśniakom. Tworzył głównie przedstawienia Hoteia i Darumy, chociaż sięgał także po pejzaże. Charakterystyczny jest styl, w jakim Fūgai malował portrety Darumy: kilkoma grubymi kreskami kreślił kontury jego płaszcza i kaptura, a następnie cienkimi liniami portretował jego twarz z nastroszonymi brwiami i ostrym spojrzeniem.